# Велёпольские
Велёпольские или Велепольские (пол. Wielopolski, Wielopolscy) — древний польский шляхетский род герба Старыконь, маркизы и графский род. 

## Происхождение и история рода
Род восходит к середине XIV столетия. В XVII и XVIII веках стали магнатами, владели имениями и занимали важные государственные должности в Речи Посполитой.
Грамотою Римского императора Фердинанда III титул графа Священной Римской империи получил ( 15/29 ноября 1656) воевода Краковский, каштелян войницкий, посол к Римскому императорскому двору Ян Велёпольский из Пескова-Скала, с нисходящим его потомством.
Род Велепольских в 1729 году унаследовал Пиньчувскую ординацию маркизов Гонзаго-Мышковских, получивших титул маркизов в 1603 году от Климента VIII. Высочайше утверждено разрешение пользоваться титулом маркиза (12 ноября 1879) на правах первородства. Тогда же ординаты пинчовские из рода Велепольских стали употреблять титул Мировских маркграфов.
Грамотою Римского императора Иосифа II (от 11/22 июня 1788), староста Липинский Игнатий Карлович Велепольский был подтверждён в графском Римской Империи достоинстве, с возведением его и в графское достоинство королевства Галиции и Лодомерии.
Александру Велепольскому с нисходящим от него потомством разрешено (12 ноября 1879) пользоваться в России графским Римской империи достоинством, и как владетелю Мышковский ординацией, именоваться маркизом Гонгазо-Мышковским с тем, чтобы титул маркиза, фамилия и герб переходили к владетелю Мышковской ординации. 
Имели брачные связи с родами Тарло, Любомирскими, Яблоновскими, Потоцкими, Сулковскими, Мнишеками.

## Известные носители
- Велёпольский, Александр (1803—1877) — польский государственный деятель.
- Велёпольский, Иероним (1712—1779) — государственный и военный деятель Речи Посполитой, граф Священной Римской империи, генерал-майор.
- Велёпольский, Кароль (ум. 1773) — государственный деятель Речи Посполитой, хорунжий, конюший, ротмистр.
- Велёпольский, Каспер (ум. 1636) — государственный деятель Речи Посполитой, судья и подкоморий.
- Велёпольский, Зигмунт Анджей (1833—1902) — польский государственный деятель, президент Варшавы.
- Велёпольский, Францишек:[править]  -  Велёпольский, Францишек (1732—1809) — государственный деятель Речи Посполитой, маршалок, камергер.
  -  Велёпольский, Францишек (1658—1732) — государственный деятель Речи Посполитой, граф Священной Римской империи, воевода. Основатель Венгерска-Гурки.
- Велёпольский, Ян:[править]  -  Велёпольский, Ян (ок. 1605—1668) — государственный деятель Речи Посполитой, дворянин, воевода, граф Священной Римской империи.
  -  Велёпольский, Ян (1630—1688) — государственный деятель Речи Посполитой, стольник, канцлер.